# Xylaria furcata
Xylaria furcata är en svampart. Xylaria furcata ingår i släktet Xylaria och familjen kolkärnsvampar.

## Underarter
Arten delas in i följande underarter:
- furcata
- hirsuta